# بوب بيكسل
بوب بيكسل اسمه الأصلي إيمانويل يبواه بوبي (1 أغسطس 1976 - 25 فبراير 2021) كان مصور ومصمم من غانا. قام بإنشاء علامته التجارية الخاصة التي تركز على توثيق الأحداث مثل الجنازات والمهرجانات. عمل مع مشاهير مثل جون دوميلو وإيفون نيلسون وميناي دونكور وغيرهم. كان من المقرر أن يشارك في أسبوع الموضة العالمي لعام 2021 في أمستردام. وتم ترشيحه لجائزة مصور العام 2021 في حفل توزيع جوائز الإنجاز الترفيهي.